# Salim Kipsang
Salim Kipsang (* 22. Dezember 1979) ist ein kenianischer Langstreckenläufer, der sich auf die Marathonstrecke spezialisiert hat.
Zum ersten Mal machte er 2002 auf sich aufmerksam, als er den Grand Prix von Bern über 10 Meilen gewann. 2004 wechselte er auf die Marathondistanz und wurde beim Amsterdam-Marathon Siebter in 2:12:44.
2005 steigerte er sich bei seinem Gewinn des Paris-Marathons auf 2:08:04. 2006 wurde er Sechster beim Rotterdam-Marathon, und 2007 lief er als Dritter beim Berlin-Marathon mit 2:07:29 seine bislang beste Zeit.
2009 gewann er den Tokio-Marathon.